# Tabarenah
Tabarenah is een bestuurslaag in het regentschap Rejang Lebong van de provincie Bengkulu, Indonesië. Tabarenah telt 967 inwoners (volkstelling 2010).